# The Seafarers
The Seafarers es un cortometraje dirigido por Stanley Kubrick de 1953.
Producido por el Sindicato Internacional de Marinos y perdido durante nada menos que 40 años, "The Seafarers" es un estudio sobre los afiliados al sindicato marítimo durante el trabajo cotidiano sobre las naves y los muelles y repleto de invitaciones a participar en la vida asociativa del Sindicato: entrevistas con marinos trabajando o retirados, se alternan con escenas de vida comunitaria y con encuadres sobre las elecciones de nuevos representantes de la organización. 
La película fue "descubierta" en 1993 por el director de cine Frank P. Tomasulo, quien organizó una impresión de 16 mm del documental para ser depositados en la colección permanente de la Biblioteca del Congreso de la División Motion Picture.
El documental fue puesto en libertad y en formato DVD en 2008, con comentarios de audio de los directores Roger Avary y Keith Gordon, así como una entrevista con una de las hijas de Kubrick.
El corto también está disponible como un extra en la versión de 2012 del primer largometraje de Stanley Kubrick,  Fear and Desire.
- Datos: Q2164458